# Termitomorpha goeldiana
Termitomorpha goeldiana (лат.) — вид мелких термитофильных коротконадкрылых жуков рода Termitomorpha из трибы Corotocini (Aleocharinae). Южная Америка. Видовое название «goeldiana» дано по месту нахождения типового материала в Исследовательском кампусе Музея Параенсе имени Эмилио Гёльди (Museu Paraense Emilio Goeldi).

## Распространение
Южная Америка, Бразилия (Пара).

## Описание
Мелкие термитофильные коротконадкрылые жуки (длина около 4 мм) с раздутым физогастрическим брюшком, напоминающим по форме рабочих термитов. Преобладает светлый красновато-коричневый цвет, за исключением темно-коричневых головы, переднеспинки и надкрылий.
Нижнечелюстные щупики 4-члениковые, нижнегубные щупики состоят из 3 сегментов. Формула лапок 5-5-5. Специализированные облигатные симбионты определённых видов термитов подсемейства Nasutitermitinae. Обнаружены в древесном термитнике Nasutitermes corniger (MotschuLsky) на растении Купуасу (Theobroma grandiflorum).

## Систематика
Вид был впервые описан в 2022 году по типовому материалу из Бразилии. Termitomorpha goeldiana отличается от сходного вида Termitomorpha sinuosa тем, что длина первого членика усиков почти равна длине 2—4 члеников вместе взятых, 2-й членик вдвое длиннее третьего, третий членик на треть длиннее четвёртого, 4—10-й членики примерно одинаковой длины. Кроме того, у Termitomorpha goeldiana боковой край ментума несколько извилистый, передняя область более узкая, чем задняя, а передний край слегка дугообразный.